# Kereszténység Egyiptomban
A hagyomány szerint Márk evangélista terjesztette el Alexandriában a kereszténységet Egyiptomban. Az apostol Nero császár alatt mártírhalált szenvedett 68-ban. Ott is temették el. A kopt egyiptomi keresztények szimbóluma a fogantyús kereszt, melyet hagyományápolás céljából, a férfiak csuklójuk fölé tetoválnak.

## Kialakulása
Bizonyos hagyományok szerint Márk evangélista alapította Egyiptom első templomát, a Bukolia templomot, és ő volt az első alexandriai pátriárka. Az egyiptomi keresztények már a kezdetektől fogva is büszkék voltak arra, hogy a Szent család Egyiptomba menekült, ezért Jézus gyerekkora Egyiptomban kezdődött, így saját országukra is mint Szentföldre tekintenek.

## Története
- A Szent Család Egyiptomba menekül az időszámításunk utáni első években. Az egyiptomi keresztények büszkék arra, hogy Jézus gyermekkora egy részét Egyiptomban töltötte, így hazájukat is Szentföldnek nevezik.
- Kr. u. 2 században az alexandriai zsidó diaszpóra terjeszthette el a kereszténységet Egyiptomban. Ebben az időszakban tevékenykedett Alexandriai Kelemen alexandriai püspök, és Órigenész (exegéta). A szegény néprétegben vált népszerűvé. Mivel szemben állt a római császárság hitével, az első szervezett keresztény üldözést Septimius Severus idején szenvedte el a közösség 200 körül. Ezután viszont éppen hogy megsokasodott, és szükség lett biblia kiadványra kopt nyelven a 3 században. Ekkor lépett fel Szent Antal és megalakította a kopt szerzetességet. A remete illetve szerzetes mozgalom Egyiptomban alakult ki legkorábban. Pakhón és Senute a Fehér Kolostor szerzetesei alakítják ki a kopt nyelvet irodalmi szintűvé az írásaival.

- 642-re az arabok elfoglalták Egyiptomot. Bár évszázadokig a társadalom keresztény maradt, de a 8. századra az iszlám befolyás megerősödött. Adókat vetettek ki, cserében mindenki szabadon gyakorolhatta a vallását. Ez azonban a gazdagabb rétegeket tüntette el először. Al-Hakim kalifa alatt a 11. század elején a koptokat háttérbe szorították a közéletben és templomukat mecsetté alakították. Csak a 19. század elején kezdték modernizálni az országot és törölték el a koptokat sújtó adót.
- A 20 század közepén figyelemre méltó esemény csöndesítette le a több évszázada tartó muszlim-kopt ellentétet. 1968-ban váratlanul fényjelenséget észleltek az egyik kopt templom tetején. Több éven keresztül tömegek állították, fényképezték a Zeitouni Szűz Mária-jelenést. Úgy tűnt ezekben az években, megbékél muszlim és keresztény. De épp ellenkezőleg. Anvar Szadat hivatali idejében (1970-1981) kezdett romlani a viszony.[1]
- A 21. század elején az általános arab forrongás alatt kiéleződött újra a muzulmán-kopt ellentét. Rendszerint a kopt keresztények a szenvedő fél. A muzulmánok, templomok előtt robbantanak, templomot gyújtanak fel, kővel dobálják a hívőket. A keresztény hívők szelídebb csoportja keresztet emel a magasba. A keresztények helyzetét súlyosbította, hogy Mubarak elnök távozását bejelentette, és a választások fél év utáni megtartása miatt a politikai hatalom instabil. Andrea Tornielli Vatikán szakértő úgy látja, a gyenge kisebbségi keresztények a társadalom leggyengébb láncszemeit lehet bűnbaknak tenni. A muzulmánok azért cselekedtek így, mert egy muszlim hitre áttérni készülő keresztény nőt "tartottak fogva" egy kopt templomban.
- 2011 nyarán az egyiptomi legfelsőbb bíróság megszüntette azt a határozatot, amely áttérésre kényszerítette a keresztényeket muzulmánokká. Így a tévedésből muzulmánokhoz soroló keresztények születési anyakönyvi bizonyítványuk bemutatása után beírathatják a személyi igazolványukba megvallott keresztény vallásukat.[2]
- 2017 április 29 Ferenc pápa Egyiptomi látogatása során üzenetében nemet mondott a bosszúra, erőszakra és gyűlöletre, amit a vallás és Isten nevében követnek el.[3][4] A pápa úgy látja, az ószövetségi József példáján keresztül, hogy Egyiptom küldetése megmenteni a régiót a szeretet és testvériesség hiányától.[5]

## Keresztényüldözésadatai
- 2010. december 31. - 2011. január 1. éjféli mise után 25 kg bombát robbantott öngyilkos merénylő egy kopt templom előtt. 22 halott.
- 2011. március 6-9. Felgyújtották, kalapácsokkal verték szét a kairói Helva negyedben a Szent-György templomot. 13-an meghaltak.
- 2011. május 7. Felgyújtottak[6] egy templomot Imbaba negyedben 500 szalafistákból - akik szerint a koptoknak nincs joguk templomot építeni -, álló szélsőséges csoport. 10-en meghaltak.
- 2007 óta mintegy 800 panasz gyűlt össze (2011-re) kopt keresztény nők megerőszakolása ügyében. Az erőszakolók kényszerítették a nőket, hogy térjenek át az iszlámra. Az egyiptomi keresztény nők könnyű célpontok, mert nem viselnek fátylat, így könnyen felismerik őket. Az üggyel az Egyesült Államok Helsinki Bizottsága foglalkozik.[7]
- 2011. október 9. A Manináb helységben felégetett és lerombolt templom ellen tüntetők közé hajtottak páncélozott járművekkel[8] és éles lövedékekkel lőtték a tömeget. 27 kopt meghalt, 5000-en megsebesültek. A katonaság tagad, a videófelvételek bizonyítanak. Az európai püspökök felszólaltak.
- 2011 év végére a zaklatások miatt több mint százezer kopt kivándorolt az országból.
- 2013. augusztus 14. A Murszi elnököt támogatók megrongáltak 22 keresztény templomot.[9][10] A Muszlim Testvériséget gyanúsítják.
- Ahmed Ragái Attija nyugalmazott tábornok keresetet adott be a Szent Katalin Unesco védelem alatt álló monostor lerombolására.
- 2015-ben Szirt városából 21 keresztényt ejtettek foglyul egy építkezésen. A foglyok fejét dzsihadisták lefejezték és Líbiában rejtették el a holttesteket. 2017-ben a tettesek vallottak, és halálra ítélték őket.[11]
- 2017. március 10. Feltehetően Szíriából és Irakból kiszorult dzsihadisták 7 keresztényt gyilkoltak meg a Sinai-félszigeten, ahol teret szeretnének nyerni.[12]
- 2017. április 9. A keresztények ünnepén, virágvasárnapon Alexandria és Tana városok kopt templomainál robbantottak. Az áldozatok száma 60 körül van.
- 2017. május 26. Kopt zarándok buszt támadtak meg fegyveresek 29 halott, többségük gyerek.[13][14] Az egyiptomi hatóságok szerint válaszul légicsapást mértek Líbia egyes terror kiképzőközpontjára Dernában.[15]
- 2018. november 2. megismétlődött a 2017-es eset, kopt zarándok buszra löttek Kairótól 260 km-re délre. 7-10 ember halt meg köztük gyerekek, nők.[16]